# Insurrection de l'Armée de résistance du Seigneur
Insurrection de l'Armée de Résistance du Seigneur
L'insurrection de l'Armée de résistance du Seigneur (Lord's Resistance Army - LRA) est un mouvement de guérilla ayant débuté en 1986 en Afrique de l'Est. Ce mouvement rebelle, créé dans le Nord de l'Ouganda en 1988, se distingue par la violence de ses attaques, les atrocités commises sur les civils et son recours extensif aux enlèvements d'enfants dans le but d'en faire des soldats ou des esclaves. Environ deux millions de personnes sont déplacées par ce conflit et, au plus fort du conflit, jusqu'à 1,7 million d'entre elles ont vécu dans des camps où elles dépendent de l'aide humanitaire. Selon un rapport d'ONG publié fin mars 2006, 146 personnes en moyenne meurent chaque semaine de façon violente dans le nord de l'Ouganda. L'activité de la rébellion se poursuit pendant plus de vingt ans avant d'être éradiquée d'Ouganda, elle continue néanmoins à sévir en République démocratique du Congo et au Soudan du Sud.
L'objectif de la LRA est de renverser le président ougandais, Yoweri Museveni pour mettre en place un régime fondé sur les Dix Commandements de la Bible. Son chef est Joseph Kony. La LRA est placée aux États-Unis sur la liste des organisations terroristes, plusieurs de ses dirigeants sont recherchés par la Cour pénale internationale.

## Contexte
Prenant racine dans l'histoire coloniale du pays, l'opposition entre les groupes ethniques du nord du pays (luo et autres nilotiques), détenant durant les premières décennies post-indépendance, le pouvoir politique et militaire et les ethnies du sud (bantoues) auxquelles échut le pouvoir économique et administratif est une composante centrale de l'histoire du pays.
Lors de la chute d'Idi Amin Dada, ayant dirigé l'Ouganda d'une main de fer entre 1971 et 1979, plusieurs groupes politiques, auparavant unis par le désir de voir tomber Amin Dada, deviennent rivaux et se disputent dès lors le pouvoir laissé vacant. Il est néanmoins convenu d'organiser des élections et c'est l'ancien président Milton Obote qui est élu lors des élections de 1980, un exercice dont la légitimité est contestée par plusieurs. Mécontent, le Mouvement de résistance nationale et sa branche militaire, l'Armée de résistance nationale (NRA) — dirigés par Yoweri Museveni (originaire du sud du pays) et dont les troupes sont principalement composées de Baganda et d'autres groupes de langue bantoue — entreprennent ce qui sera appelé la guerre de brousse, qui les oppose à l'armée nationale, l'Armée de libération nationale de l'Ouganda (UNLA) menée par Obote et composée principalement de Langi (son groupe ethnique) et d'Acholi. 
Le général Tito Okello, un Acholi mécontent du rôle réduit de son ethnie dans la direction de la guerre renverse Obote en 1985, avant d'être lui-même chassé en 1986, lorsque la NRA remporte la guerre et s'empare du pouvoir. Museveni est donc proclamé président du pays et les pouvoirs socio-économiques, militaires et politiques sont pour la première fois de l'histoire moderne du pays, concentrés dans les mains de « sudistes ».
Il est à noter que durant cette guerre, les exactions de l'armée nationale UNLA contre les populations civiles ont été nombreuses.
Les troupes de ce qui est devenu l'ex-armée nationale rentrent donc chez eux et, bien qu'une majorité ait rendu les armes, un climat de défiance règne, alourdi par la propagande anti-nord du gouvernement et des exactions menées par les soldats de la NRA (devenue l'armée nationale), parfois commises en représailles des massacres de l'UNLA dans le triangle de Luweero. C'est dans ce climat de tension et de méfiance que le gouvernement de Museveni ordonne aux ex-soldats de se présenter dans les bases militaires. Rappelant les massacres commis par Idi Amin Dada dans les années 1970 sur les soldats Acholi qui avaient obéi à des instructions similaires, l'ordre déclenche la panique : certains ex-soldats se cachèrent en brousse, d'autres s'enfuirent au Soudan, d'autres encore décident de prendre les armes. Ils sont rejoints par des jeunes fuyant les opérations militaires de la NRA.
Le 20 août 1986, des combattants, regroupés sous le nom d'Armée démocratique du peuple ougandais (Uganda People's Democratic Army - UPDA) et dirigés par le brigadier Odong Latek, attaquent la NRA. Celle-ci ayant fait preuve jusqu'alors d'une relative modération dans son occupation du nord, riposte avec brutalité, poussant de plus en plus l'opinion acholi à soutenir les rébellions.

## Une insurrection locale (de janvier 1987 à mars 1994)

### Origines de la LRA (de janvier 1987 à juin 1988)
C'est en janvier 1987 que Joseph Kony fit sa première apparition en tant que médium spiritiste dans un relatif anonymat car à cette époque, un certain nombre de mystiques levaient l'étendard d'une guerre sainte, dans la foulée des premiers succès obtenus par le Mouvement du Saint-Esprit (Holy Spirit Movement) d'Alice Auma/Lakwena. Tout au long de l'année 1987, Kony développa son pouvoir militaire en absorbant des petites unités de l'armée rebelle de l'UPDA, dans le cadre d'une compétition violente avec d'autres groupes rebelles Acholi pour les ressources et les hommes. Bien qu'il se soit allié, fin 1987, à l'UPDA pour des attaques sur la ville de Gulu, il finit par attaquer leur base en riposte contre des tentatives de l'UPDA de lui dérober de la nourriture qui lui était fournie par ses soutiens.
C'est autour de cette époque que, afin de refléter l'importance des aspects religieux de son insurrection, il change le nom de son groupe de rebelles en Armée du Seigneur (Lord's Army). Au début de l'année 1988, un éminent ex-militaire, Otunu Lukonyomoi, populaire pour la bonne tenue de ses troupes auprès des civils notamment, rejoint la LRA. 
En juin 1988, alors qu'il devenait évident que l'UPDA s'apprêtait à signer un accord de paix avec la NRA, Kony écrivit une lettre à un officier de la NRA demandant un entretien mais, il fut attaqué avant de pouvoir le concrétiser, apparemment à cause de mauvaises communications entre différentes unités de la NRA. Le mysticisme de la LRA rendait également les commandants de la NRA perplexes. En conséquence, les possibilités de négociations avec la LRA ne furent jamais entièrement explorées.

### Premières évolutions (mi-1988 à début 1991)
L'accord de paix de juin 1988 entre l'UPDA et la NRA, ainsi que la défaite du Mouvement du Saint Esprit l'année précédente, fit de la LRA la dernière armée rebelle notable opérant en pays Acholi.
Des soldats de l'UPDA et le commandant Odong Latek, insatisfaits de l'accord de paix signé, rejoignirent la LRA. Le commandant Latek gagna vite en influence au sein de l'armée rebelle et parvint à convaincre Kony d'adopter des tactiques de guérilla, remplaçant les techniques précédentes : des attaques en formation de croix avec des volontaires chargés de répandre de l'eau bénite, inspirées par le Mouvement du Saint-Esprit. Les nouvelles tactiques consistèrent principalement en des attaques surprise sur des cibles civiles, tels que des villages. Ces attaques étant menées par des groupes très mobiles de 15 combattants, se dispersant en unités de 3 à 6 personnes après l'attaque. La LRA mena également, de manière occasionnelle, des attaques de plus grande ampleur, afin de souligner l'incapacité du gouvernement à protéger la population. Ces changements tactiques furent accompagnés d'un nouveau changement de nom, les rebelles devinrent l'Armée démocratique chrétienne du peuple ougandais (Uganda Peoples' Democratic Christian Army - UPDCA).
En octobre 1988, le décès d'Otunu Lukonyomoi dans une embuscade de la NRA entraina la reddition d'un nombre important de rebelles et affaiblit fortement la capacité militaire de la LRA.
Mi-1988, le président Museveni créa le poste de « ministre d'État pour la Pacification du Nord de l'Ouganda », résident à Gulu. Le poste fut attribué à Betty Oyella Bigombe, une Acholi, dont l'une des principales tâches fut de convaincre les insurgés d'abandonner leur combat. Les protestations portant sur la connotation du mot "pacification" conduisirent à la révision du titre en « ministre d'État pour le Bureau du Premier ministre, résident en Ouganda du Nord ».
Néanmoins, fin 1988, la LRA infligea quelques défaites à la NRA et put, jusqu'en 1991, continuer à mener des petites opérations de guérilla classique, menant des raids pour piller la population locale, le butin étant transporté par des villageois enlevés pour de courtes périodes. La conduite brutale de certaines unités de soldats de la NRA et l'hostilité de la population Acholi à leur encontre permit de garantir un certain soutien, au moins passif, à la LRA.

### Opération Nord (1991 à 1992)
Mars 1991 vit le début d'une importante tentative du gouvernement pour détruire la LRA, connue ultérieurement sous le nom d'« opération Nord ». La totalité du Nord du pays fut bouclée et toutes les organisations humanitaires furent forcées d'évacuer en préparations des opérations contre la rébellion. L'opération Nord combina des efforts de destruction des unités combattantes tout en coupant le soutien  de la population locale par une poigne de fer, incluant des arrestations arbitraires, des tortures et des exécutions sommaires.
Bien que cette opération ait été partiellement motivée par les nuisances de la LRA, l'approbation d'un prêt pour la reconstruction des infrastructures dans le Nord par la Banque mondiale en mai 1992 joua également un rôle car sa mise en œuvre nécessitait un contexte sécurisé.
En soutien à l'Opération Nord, la ministre Bigombe créa les « Arrow Groups », une force de défense des communautés locales, principalement armée d'arcs et de flèches. Ceux-ci furent rapidement vaincus par les troupes de la LRA, équipées d'armements modernes. Néanmoins, la création des « Arrow Groups » énerva Kony, qui craignit de voir son soutien local s'évanouir. En représailles, la LRA commença à mutiler les nombreux Acholi qu'ils considéraient comme soutiens du gouvernement, en coupant les mains, les nez et les oreilles, en cousant les lèvres ou simplement en les taillant en pièces avec des machettes. Kony justifia ensuite ces actes : « Si vous nous lancez des flèches et que nous coupons la main que vous avez utilisée, qui est responsable ? Vous nous dénoncez avec votre bouche et nous vous coupons les lèvres ? Qui est responsable ? C'est vous ! La Bible dit que si ta main, ton œil ou ta bouche commet une faute, il faut le couper. ».
En conclusion, si les tentatives militaires du gouvernement furent un échec, face aux agissements de la LRA de nombreux Acholi commencèrent à se détourner de l'insurrection malgré leur profond ressentiment à l'égard des forces gouvernementales occupantes.

### Pourparlers de Bigombe (1993 à 1994)

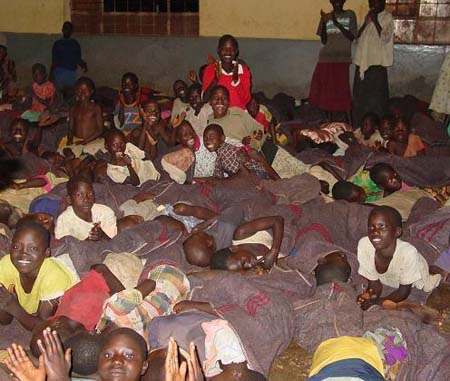
« Migrants de la nuit »

C'est à cette époque que le mouvement des « migrants de la nuit » commença : afin d'éviter d'être enlevés par la LRA, jusqu'à 40 000 enfants fuyaient chaque nuit leurs villages pour se réfugier dans la relative sécurité des villes, dormant dans des hôpitaux, des églises, des stations de bus et d'autres abris de fortune avant de retourner chez eux au petit matin.
Après l'échec de l'Opération Nord, la ministre Bigombe prit l'initiative de contacter Kony par le biais d'un sympathisant de la LRA en juin 1993. Ceci conduit aux efforts diplomatiques les plus prometteurs durant les 18 premières années du conflit. À la suite de la réponse de Kony acceptant de discuter, Bigombe informa l'armée et le président Museveni, qui approuvèrent la poursuite de négociations tout en précisant que les opérations militaires se poursuivraient.
En novembre 1993, le premier face à face entre des représentants de la LRA et le gouvernement eut lieu lors d'un cessez-le-feu à Pagik dans le district de Gulu. Bigombe représentait le gouvernement et vint avec plusieurs personnalités Acholi ainsi que le commandant de la 4e division, le colonel Samuel Wasswa, qui était responsable des opérations militaires dans le nord, tandis que la LRA envoya des membres proches de Kony. La LRA demanda une amnistie générale pour ses combattants et déclara qu'ils ne se rendraient pas mais qu'ils étaient d'accord pour « rentrer à la maison ». Bigombe rassura la LRA qu'ils ne seraient pas traités en vaincus et Wasswa accepta de prolonger le cessez-le-feu pour permettre la poursuite des négociations.
Cependant, plusieurs officiers influents de la NRA pensèrent que le gouvernement cédait aux exigences des rebelles. Le supérieur de Bigombe, le Premier ministre, refusa de soutenir publiquement le processus de paix, possiblement en raison de tensions sur qui revendiquerait le mérite d'un accord de paix. 
Lors d'une deuxième réunion, le 10 janvier 1994, Kony lui-même fit un discours de 4 heures dans lequel il reprocha aux Acholi d'être responsables d'une guerre qui s'est retournée contre eux avec des résultats terribles que tout le monde reproche maintenant à Kony". Dans une discussion privée avec Bigombe, Kony demanda 6 mois pour regrouper ses troupes.

### Échec des pourparlers de Bigombe (février 1994)
Cette demande de six mois fut perçue comme excessive. Il fut révélé plus tard que les militaires avaient appris que Kony négociait en parallèle avec le gouvernement soudanais et ils pensèrent que Kony essayait juste de gagner du temps. Malgré tout, la vue de combattants de la LRA voyageant librement et en paix avait créé un espoir chez les Acholi qu'un accord était à portée de main.
Cependant, début février, le ton des discussions s'envenimait : les négociateurs de la LRA se sentait méprisés par les officiers de la NRA qui les traitaient en vaincus, contrairement aux termes des premières réunions et des insultes furent échangées. De plus, Bigombe se sentait coincée entre ses rôles de représentante du gouvernement et de médiateur en chef, et pensait ne pas recevoir le soutien de sa hiérarchie. Lors d'un meeting, le 2 février, la LRA suspendit les pourparlers déclarant sentir que la NRA leur tendait un piège. Quatre jours plus tard, lors d'un rassemblement à Gulu, le président Museveni annonça à la foule qu'il donnait un ultimatum de 7 jours à la LRA pour se rendre, ou le gouvernement reprendrait l'offensive militaire.
Quelles qu'aient été les raisons et la sincérité de la LRA dans les négociations, l'ultimatum mit fin aux pourparlers de Bigombe.

## Intensification et internationalisation du conflit (de 1994 à 2002)

### Implication du Soudan (1994)
Deux semaines après l'ultimatum de Museveni, des rapports indiquèrent que les combattants de la LRA avaient traversé la frontière nord du pays et s'étaient basés au Sud-Soudan avec l'accord du gouvernement de Khartoum.
L'aide du Soudan était une réponse au support ougandais aux rebelles de l'Armée populaire de libération du Soudan (Sudan People's Liberation Army - SPLA), qui menait un combat pour l'indépendance dans le sud du pays. Avant ce soutien, la LRA pouvait être vue comme une nuisance mineure affectant une région périphérique du pays, après, la LRA dut être considérée comme le bras armé du régime de Khartoum dans la région. Le soutien soudanais permit à la LRA d'augmenter l'intensité de ses opérations au-delà de ce qu'elle était capable auparavant. Le Soudan fournit, non seulement des arrières-bases depuis lesquelles la LRA put lancer ses opérations, mais également de grandes quantités d'armes, de munitions, de mines terrestres et des fournitures diverses. En retour, la LRA devait combattre la SPLA et participer périodiquement à des opérations conjointes avec l'armée soudanaise. Le recours intensif à ces attaques par procuration amenèrent l'Ouganda et le Soudan au bord de la guerre en 1995.

### Attaque des populations civiles (à partir de 1994-1995)
Un autre changement notable advint dans la perception du conflit par la LRA. S'étant convaincu que les Acholi l'avait trahi pour collaborer avec le gouvernement de Kampala, Kony commença à utiliser sa capacité militaire accrue contre les populations civiles. Les mutilations déjà employées lors de la création des « Arrow Groups » devinrent communes et, en 1994, eurent lieu les premiers enlèvements de masse d'enfants et d'adolescents. D'autres groupes mineurs de rebelles comme le West Nile Bank Front adoptèrent les tactiques de raids et d'enlèvements de la LRA. Cette stratégie de recrutements forcés fut provoquée par le manque de volontaires pour continuer le combat et par le fait qu'il était plus facile d'endoctriner des jeunes aux théories de la LRA. De plus, la LRA ne devait plus passer de temps à chercher des fournitures qui lui étaient livrées par le Soudan. La justification morale était que, comme les adultes Acholi avaient prouvé leur duplicité par le passé, le LRA devait nettoyer la terre de leur engeance et créer une nouvelle société avec les enfants. Cette approche philosophique, précédemment employée par les Khmers rouges au Cambodge, a été désignée sous le nom d'auto-génocide.
Les attaques contre les civils avaient au moins trois objectifs stratégiques :
- en premier lieu, couper toute source d'information sur les mouvements de la LRA en forçant les populations rurales à s'enfuir ;
- deuxièmement, favoriser le pillage de villages abandonnés[13] ;
- troisièmement, et étrangement[style à revoir], démontrer à la population que le gouvernement ne pouvait ou ne voulait assurer leur protection et les encourager à soutenir la LRA ;

Bien que l'absence de sécurité ait certainement aigri de nombreux Acholi, cela ne s'est jamais traduit par leur soutien à la LRA qui les attaquait.
Après le soutien du Soudan, de nombreux incidents remarquables par le nombre de victimes, leur identité ou les circonstances furent à déplorer. 
- le 20 avril 1995, le marché d'Atiak (en) dans le nord du district de Gulu (aujourd'hui dans le district d'Amuru) fut attaqué et la milice locale (Local Defense Forces) fut battue[16]. Dans la journée qui s'ensuivit entre 170 et 220 civils furent assassinés sans aucune résistance de l'armée ougandaise.
- le 8 mars 1996, un convoi civil de plus de 20 véhicules et son escorte militaire de 14 soldats voyagent sur la route Karuma-Pakwach fut pris en embuscade. Entre 50 et 110 civils furent tués après que l'escorte eut été submergée. Certains furent exécutés, d'autres furent tués après avoir refusé de quitter les bus et que des explosifs aient été jetés dedans.
- la LRA organisa trois attaques séparées entre le 13 et le 14 juillet 1996 sur un camp de réfugiés soudanais administré par le HCR au sud de Kitgum. Autour de 100 réfugiés furent tués.
- Lors des massacres de Lokung/Palabek perpétrées entre les 7 et 12 janvier, jusqu'à 412 civils furent tués dans et autour des sous-comtés de Lokung et Palabek (nord-ouest de Kitgum). Il n'y eut aucune résistance et la majorité des victimes furent battues à mort ou taillées en pièces.
- L'attaque la plus célèbre de cette période a été, le 10 octobre 1996, les enlèvements au collège St Mary à Aboke (nord du district d'Apac). Vers 2 heures du matin, près de 200 rebelles armés attaquèrent le collège et enlevèrent 139 écolières âgées de 13 à 16 ans avant de quitter les lieux vers 5 heures. À 7 heures, l'adjointe de la directrice du collège, sœur Rachel Fassera, poursuivit les rebelles et réussit à négocier la libération de 109 des filles. Des trente filles restantes 5 moururent en captivité et, en 2006, toutes les autres, sauf deux, avaient réussi à s'enfuir.

Durant cette période, l'attitude des forces gouvernementales fut également l'objet de controverses.
- Le 31 août 1995, 13 civils, certains les mains liées dans le dos, furent tués lors d'une attaque de l'armée sur une colonne de la LRA près de Lokung (nord-ouest de Kitgum). Seize combattants de la LRA furent également tués. Des critiques accusèrent le gouvernement de manque de considération pour les personnes enlevées, le gouvernement rétorquant que les victimes civiles étaient accidentelles.
- Le 16 août 1996, quatre personnes suspectées d'appartenir à la LRA et détenues pas le gouvernement furent livrées à la foule qui les lyncha, en présence d'officiers de la 4e division.
- La mort d'Okot Ogony de Cwero (Est de Gulu), président de la Commission pour la Paix du Conseil des Chefs Acholi, et celle d'Olanya Lacony, un sage respecté de Kac-Goma (sud-ouest de Gulu), restent un mystère.  Alors que ceux-ci étaient membres d'une initiative locale pour reprendre les négociations de paix, avec l'approbation du président ougandais et une invitation de la LRA, ils furent assassinés près de Cwero le 8 juin 1996 dans des circonstances inexpliquées. Certains accusèrent la LRA, d'autres suspectèrent des officiers corrompus de la NRA.

### Création des «villages protégés» (1996)

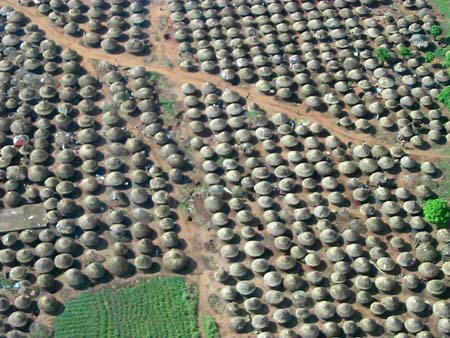
Camp de déplacés à Kitgum.

La création de « villages protégés » qui commença en 1996 contribua à creuser le fossé entre le gouvernement et la population Acholi. Bien que de nombreux civils aient déjà été déplacés, ils n'apprécièrent pas d'être parqués dans des camps. En effet, les stratégies de réimplantation, ou de villagisation, est une technique courante de contre-insurrection, utilisée notamment par les États-Unis lors des guerres indiennes pour isoler les Amérindiens dans des réserves. L'objectif est de libérer des troupes qui devraient autrement défendre d'innombrables petites communautés et pour couper l'accès aux ressources aux rebelles. Cependant, la population continua à être attaquée par la LRA même au sein de ces « villages protégés » qui, de surcroît, étaient surpeuplés, misérables et insalubres,.

### Culture de paix et décroissance graduelle des combats (de 1997 à 2002)
Le bain de sang des années 1995 et 1996 semble avoir convaincu les populations qu'une solution négociée était la seule solution acceptable. Ce phénomène a été décrit comme l'émergence d'une culture de paix. En effet, comme la plupart des combattants de la LRA étaient des enfants enlevés, une solution militaire était considérée par une majorité d'Acholi comme un massacre de victimes. Les efforts du gouvernement pour détruire les rebelles ont ainsi été une source de grief pour les Acholi. Le paradoxe moral de cette situation dans laquelle les jeunes rebelles enlevés étaient à la fois victimes et bourreaux est essentiel pour comprendre le conflit.
Pendant ce temps, en 1997, le Front islamique national gouvernant le Soudan avait commencé à abandonner sa ligne dure, en raison de la prise de pouvoir du nouveau président Omar el-Béchir, qui voulait assurer que l'exportation de pétrole des nouveaux champs pétrolifères soit arrachée au contrôle de la SPLA. Les pressions du gouvernement américain s'étaient accentuées, particulièrement après les attentats des ambassades de Nairobi et Dar-es Salaam, perpétrés par des agents d'al-Qaïda liés au Soudan. Dans ces années, Khartoum réduisit substantiellement son soutien à la LRA.

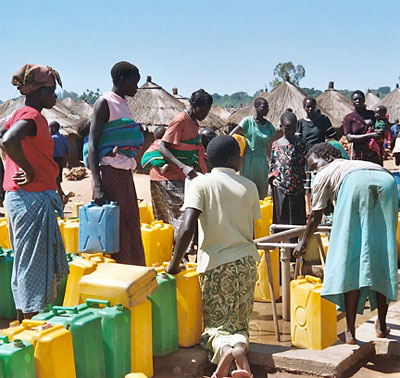
Corvée d'eau au camp de Labuje, dans le district de Kitgum.

En 1999, le Centre Carter négocia l'accord de Nairobi entre l'Ouganda et le Soudan, qui leur permit de restaurer les relations diplomatiques en 2001
En 2000, le Parlement ougandais approuva l'Acte d'Amnistie qui prévoyait de pardonner aux rebelles qui se rendraient à la Commission d'Amnistie et qui renonceraient à la violence. Bien que cette loi ne mit pas fin à l'insurrection de la LRA, elle fut efficace dans d'autres régions du pays où des rébellions continuaient.
L'apparition soudaine d'unités de la LRA en juin 2001 qui contactèrent des autorités locales afin de discuter les possibilités de dialogue créa une vague de spéculations sur la lassitude des troupes de la LRA. La NRA, qui avait été renommée Forces de défense du peuple ougandais (Uganda People's Defense Force - UPDF), créa une zone démilitarisée pour les pourparlers, avec l'approbation implicite du président Museveni. Les discussions étaient préparatoires et les unités de la LRA finirent par retourner au Soudan. Cependant, les analystes pensèrent qu'elles avaient été initiés à l'instigation de Kony et qu’elles constituaient les meilleures avancées diplomatiques depuis l'échec des pourparlers de Bigombe en 1994.
Après les attentats du 11 septembre 2001, les relations entre le Soudan et l'Ouganda changèrent rapidement. Le gouvernement soudanais était soucieux d'éviter tout reproche pour avoir offert l'asile à Ben Laden dans les années 1990 et, après l'inscription de la LRA sur la liste des organisations terroristes par le département d'État américain, le 5 décembre 2001, le Soudan accepta d'arrêter de fournir de l'aide à la LRA.
Les tensions transfrontalières diminuèrent de concert avec la réduction des soutiens aux rebelles de part et d'autre. La LRA elle-même s'installa dans ses bases soudanaises et ne traversa la frontière qu'épisodiquement. Certains parmi les centaines de milliers de déplacés commencèrent à retourner chez eux, le nombre de déplacés diminua jusqu'à environ un demi-million et les gens commencèrent à parler ouvertement de la fermeture des « villages protégés ».

## Inflammation de la rébellion (de mars 2002 à septembre 2005)

### Opération «Iron Fist» (mars 2002 à 2003)

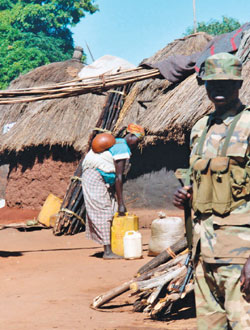
Soldat dans le camp de déplacés de Labuje, Kitgum

En mars 2002, l'UPDF lança une offensive militaire majeure, nommée "Opération Iron Fist  (poing de fer)", contre les bases de la LRA au Sud-Soudan.  Le gouvernement de Khartoum avait autorisé l'entrée des troupes ougandaises sur son territoire, seulement au sud d'une ligne rouge consistant en la route Djouba-Torit. Cette autorisation faisait partie des efforts soudanais pour afficher ses nouvelles ambitions de membre engagé de la communauté internationale. Cet accord, couplé avec le retour des forces ougandaises qui avaient été déployées en République démocratique du Congo lors de la deuxième guerre du Congo, laissa penser au gouvernement ougandais que la situation était idéale pour mettre fin à un conflit qui était devenu une honte nationale et un danger politique.
Cette tentative de mettre fin au conflit échoua de manière spectaculaire. Après des mois d'incertitude, les forces de la LRA recommencèrent à traverser la frontière et lancèrent des attaques à une échelle et d'une brutalité dignes des années 1995-1996. La LRA commença alors à opérer dans des zones hors du pays Acholi, apparemment en quête de soutien. Néanmoins, face à la résistance de la population, la LRA étendit ses opérations militaires, engendrant souffrances et déplacements de populations dans des régions auparavant épargnées par la rébellion. Une des premières attaques eut lieu en août contre le camp de réfugiés Achol-pi dans le centre du district de Pader. Les 24 000 réfugiés soudanais furent transférés vers d'autres sites et le camp fut abandonné.
L'échec de l'opération "Iron Fist" est partiellement dû aux importants stocks d'armements que la LRA avait accumulés quand elle était soutenue par le gouvernement soudanais. De plus, l'armée ougandaise échoua également à détruire toutes les bases de la LRA au Soudan, entraînant un conflit fluide de faible intensité, qui affecta de larges portions du Sud-Soudan et du Nord de l'Ouganda. Des rapports indiquèrent également qu'une partie du gouvernement soudanais continuait à soutenir la LRA. Ces éléments viendraient contredire les prévisions d'isolement de la LRA et de sa destruction imminente.
Le chef d'alors de l'UPDF, le major-général James Kazini, estima la force de la LRA à 1 500 personnes en mai 2002. Le porte-parole de l'UPDF, major Shaban Bantariza, l'évalua à 900 combattants mi-2003. Ces chiffres n'étant pas forcément contradictoires si le premier tient compte des non-combattants tels que les « épouses » enlevées et les enfants en bas âge. Néanmoins, un rapport de Human Rights Watch de juillet 2003, indiquait un chiffre de 4 500. L'Institut international des études stratégiques (IISS), dans son rapport 2002-2003, mentionne le chiffre de 1 500 combattants, en précisant que seuls 200 se trouveraient en Ouganda, le reste étant au Soudan.

### Efforts de paix et création de milices (début 2003)
Au printemps 2003 plusieurs initiatives diplomatiques furent entreprises sans résultats. Historiquement, les tentatives diplomatiques échouèrent en raison de l'incapacité de la LRA à définir un programme et à négocier des délais de manière crédible. De plus, le gouvernement ougandais démontra une préférence pour l'abandon de la diplomatie au profit de solutions militaires. Le gouvernement, se souvenant des négociations parallèles de la LRA avec Bigombe et le Soudan en 1994, agit comme si les ouvertures de la LRA n'étaient que des tentatives de gagner du temps et la LRA, après avoir été attaquée plusieurs fois dans des zones de cessez-le-feu, ne croyait pas à la sincérité du gouvernement. L'UPDF déclara avoir retenu les leçons du passé et être sure de vaincre l'insurrection. Ces déclarations ayant déjà été faites par le passé, de nombreux observateurs exprimèrent leurs doutes.
L'armée ougandaise avait dû se battre pour défendre de nombreuses villes et villages contre les attaques de LRA. Le gouvernement promut et arma des milices contre la LRA dans les districts concernés. Bien que ces milices soient appelées « Arrow Groups » et « Rhino Groups », le gouvernement avait tiré les leçons du fiasco des Arrow Groups dans les années 1990 et choisit d'armer les milices avec des fusils d'assaut. Certains observateurs émirent des craintes que la diffusion de plus d'armes dans le Nord de l'Ouganda ne finisse par créer plus de problèmes dans le futur.

### Implication des organisations internationales (à partir de fin 2003)

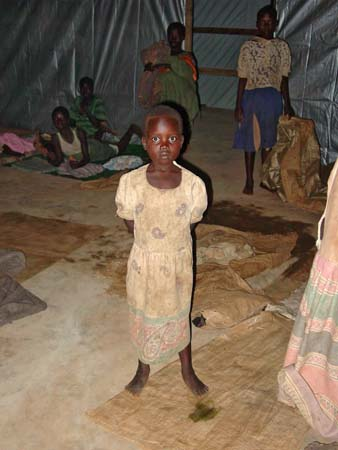
« Migrant de la nuit »

Lors d'une visite en Ouganda en novembre 2003, le secrétaire général adjoint de l'ONU chargé des affaires humanitaires Jan Egeland déclara : « je ne connais pas d'autre endroit au monde qui connaît une urgence de la taille de l'Ouganda et qui reçoit aussi peu d'attention ». En avril 2004, le Conseil de Sécurité des Nations unies condamna les atrocités commises par la LRA et exprima des préoccupations quant à la détresse des enfants déplacés.
En décembre 2003, le président ougandais envoya le dossier de la LRA à la Cour pénale internationale (CPI) pour établir si la LRA était coupable de crimes de guerre internationaux. Le procureur de la CPI, Luis Moreno-Ocampo, ouvrit l'enquête en janvier 2004. Des groupes ougandais locaux critiquèrent cette évolution, car une condamnation de la CPI de Joseph Kony et des lieutenants empêcherait toute solution négociée au conflit. En novembre 2004, il fut rapporté que le président Museveni étudiait les possibilités de retirer son recours à la CPI, qui était vu comme une entrave à des tentatives de paix négociée. Amnesty International condamna cette intention.

### Échec des pourparlers de 2004 (15 novembre au 31 décembre 2004)

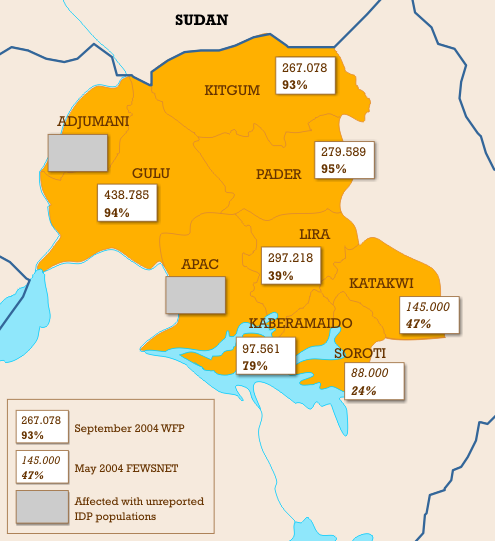
Nombre de déplacés et pourcentage de déplacés dans la population totale (chiffres de 2004)

Le 21 février 2004, la LRA massacra plus de 200 civils dans un camp de déplacés à Barlonyo, près de la ville de Lira. Des manifestations et des émeutes eurent lieu à Lira, le 25 février 2004, en protestation contre l'incapacité du gouvernement à protéger les civils. Les émeutes causèrent au moins 9 morts. La violence était partiellement motivée par l'animosité entre les Acholi et les Langi qui les rendaient responsables du conflit avec la LRA.
À compter de mi-2004, l'activité des rebelles chuta, en raison de la forte pression militaire. Un nombre significatif de rebelles profitèrent de la loi d'amnistie du gouvernement.
Le 15 novembre 2004, le gouvernement proclama un cessez-le-feu unilatéral, qui fut étendu. Durant ce cessez-le-feu, un grand nombre de rebelles se regroupèrent dans les zones gouvernementales pour discuter des propositions du gouvernement d'août 2002 dans lesquelles le président Museveni offrait de discuter avec la LRA et de cesser les opérations militaires sous certaines conditions afin de préparer une issue pacifique au conflit. Cette initiative avait été lancée après qu'un certain nombre de commandants de la LRA eurent contacté le gouvernement ou des tiers et exprimé leur souhait de terminer le conflit. Le commandant de la LRA, Sam Kolo, déclara avoir été mandaté par Joseph Kony pour négocier au nom des rebelles.
Mi-décembre 2004, des civils furent tués par des groupes de la LRA près de la ville soudanaise de Djouba. Ces rebelles avait supposément perdu contact avec leur hiérarchie lors d'offensives du gouvernement. Le gouvernement ougandais rapporta également avoir attaqué une troupe dirigée par Kony en personne hors d'une zone de cessez-le-feu. Sam Kolo déclara que la poursuite d'attaques compliquait l'établissement d'une relation de confiance pour progresser dans les pourparlers. Le 31 décembre, la trêve de 47 jours expira sans accord.

### Conflit et négociations (1erjanvier au 3 février 2005)

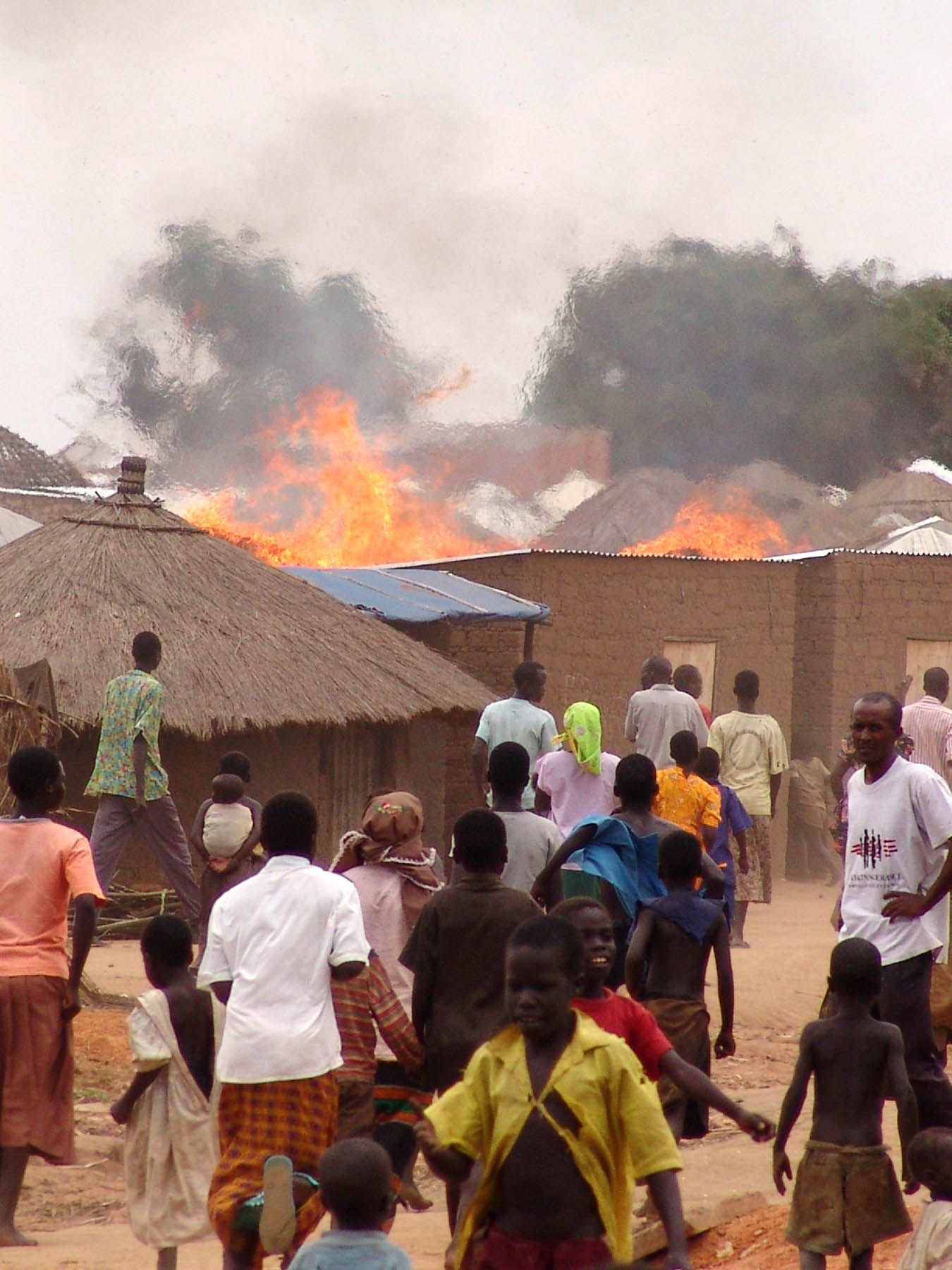
Incendie au camp de Parabongo. 2005

Le 1er janvier 2005, les rebelles reprirent les combats à Alero, district de Gulu. Le président Museveni déclara que les opérations militaires « ne cesseraient jamais tant que le groupe de Kony ne s'engagerait de manière irréversible à quitter la brousse » et que « seule une combinaison des options militaires et de dialogue pourront amener la paix dans le nord de l'Ouganda ». Le 19 janvier, Médecins sans frontières inclut le conflit en Ouganda dans la liste des 10 contextes humanitaires les plus négligés de 2004.
La signature d'un accord de paix terminant la seconde guerre civile soudanaise, signé entre le gouvernement de Khartoum et le SPLA, laissa espérer qu'une meilleure stabilité du Soudan puisse aider à mettre fin à la révolte de la LRA. Fin janvier, John Garang, le chef du SPLA promit qu'il ne laisserait pas la LRA opérer depuis le sud du Soudan, dès qu'il aurait le contrôle de la région. Bien que Garang ait péri dans un accident d'hélicoptère quelques mois plus tard, cela n'affecta pas la coopération entre l'Ouganda et le SPLA.
Tout au long de janvier 2005, des discussions continuèrent à Gulu, arbitrées par Betty Bigombe et auxquelles participèrent, les commandants de la LRA Vincent Otti et Sam Kolo, au nom de Joseph Kony. Cependant, l'opinion exacte de Kony restait floue. Comme le dit un analyste de l'International Crisis Group : « il se compare à Moïse et, comme Moïse, il ne croit pas qu'il atteindra la Terre Promise, ce qui laisse une ambiguïté très dangereuse sur son investissement personnel dans un processus de paix. »
En janvier 2005, une série d'incendies ravagea plusieurs camps de déplacés surpeuplés, notamment : 
- Le 21 janvier 2005, un incendie dans le camp d'Agweng dans le Nord du district de Lira, peuplé de 26 000 résidents, tua 6 personnes et en laissa une dizaine de milliers sans abri ;
- Le jour suivant, 278 maisons furent incendiées dans le camp d'Abok dans le district d'Apac ;
- le 23 janvier 2005, un incendie toucha 6 des 7 zones du camp d'Acet dans le district de Gulu, faisant 3 victimes et brûlant 4 000 huttes, laissant 20 000 personnes sans abri.

### Nouveau cessez-le-feu et annonces de la CPI (février à septembre 2005)
Le 3 février 2005, le président Museveni annonça un cessez-le-feu de 18 jours, revenant sur sa décision de continuer les opérations militaires. Le ministre de l'Intérieur Ruhakana Rugunda déclara que « la proclamation d'un cessez-le-feu de 18 jours est une indication claire que le président et le gouvernement sont engagés afin de terminer cette guerre de 18 ans de manière pacifique ». La médiatrice en chef, Betty Bigombe, dit, le 7 février, « le cessez-le-feu est maintenu et le processus de paix est en cours ». Néanmoins, le processus fut fragilisé par la reddition de Sam Kolo, chef négociateur de la LRA, mi-février 2005.
Un rapport du département d'État américain publié le 3 février spécifia que, durant la guerre, jusqu'à 12 000 personnes avaient été tuées par les rebelles et 20 000 enfants avaient été enlevés. Cette première tentative de chiffrer les pertes dues au conflit n'incluait pas les morts dus aux conséquences du conflit telles que malnutrition et épidémies. Les militaires ougandais contestèrent ces chiffres. Le gouvernement admit également avoir recruté des ex-otages de la rébellion pour les renvoyer sur le champ de bataille. L'armée indiqua environ 800 de ces anciens otages, parmi lesquels quelques centaines d'enfants de moins de 18 ans.
En février 2005, la Cour pénale internationale annonça avoir émis 12 mandats d'arrêt à l'encontre de membres de la LRA suspectés de crimes de guerre, les premiers mandats de la sorte depuis sa création en 2002. Le procureur en chef de la CPI, Luis Moreno Ocampo dit vouloir commencer les premiers procès pour crimes de guerre en Ouganda vers juillet 2005. Le porte-parole de la CPI n'exclut pas la possibilité de poursuivre des responsables de l'UPDF mais précisa « les crimes de la LRA sont beaucoup plus graves que ceux de l'UPDF ».
À la suite d'une rencontre avec des dirigeants locaux dans le Nord de l'Ouganda, Ocampo déclara vouloir retarder l'émission des mandats d'arrêt afin de ne pas compromettre les négociations en cours. Bigombe dit qu'elle abandonnerait sa médiation si les poursuites de la CPI continuaient. Dans la première quinzaine de mars 2005, la LRA lança au moins 6 attaques dans lesquelles 12 civils furent tués et près de 50 enlevés, en réponse aux déclarations du gouvernement annonçant la défaite des rebelles. Néanmoins, les contacts avec les rebelles, y compris Joseph Kony furent maintenus.
Les critiques de la communauté internationale envers la gestion du conflit par le gouvernement se firent grandissantes. Des agences humanitaires mirent en doute la préférence du gouvernement pour les solutions militaires et sur son engagement pour une résolution pacifique du conflit. D'autres observateurs accusèrent le gouvernement de Museveni d'avoir abandonné le Nord, concentrant son attention sur le développement du centre et du Sud du pays puisque la prise de contrôle du Nord s'avérait trop difficile.
En mai 2005, le Programme alimentaire mondial (PAM) rapporta que 1,4 million de déplacés étaient confrontés à de graves pénuries alimentaires et prévoyait une augmentation de la mortalité. L'insécurité ambiante empêchait les populations de planter et de cultiver leurs terres et nuisait à la distribution de l'aide humanitaire.

### Expéditions et installation de la LRA en République démocratique du Congo (septembre 2005)
Quarante rebelles dirigés par Vincent Otti traversèrent le Nil blanc le 14 septembre 2005 et brulèrent des maisons près de Djouba, sur la route menant à Yei. Depuis les émeutes ayant suivi la mort de John Garang, Djouba dépendait quasi exclusivement de la nourriture transportée par route depuis Yei. Le groupe continua son voyage vers l'ouest et pénétra dans la province Orientale de la RDC, au niveau du parc national de la Garamba. Au moins, le déplacement à l'ouest de deux autres groupes, dont l'un probablement dirigé par Kony, furent signalés, quittant leurs fiefs historiques du nord de l'Ouganda et du sud-est du Soudan. L'UPDF déclara avoir pris le contrôle de tout le nord de l'Ouganda et que leurs progrès militaire étaient contrecarrés par le refus du gouvernement soudanais de leur accorder la permission de traverser la ligne rouge Djouba - Torit. Au même moment, Human Rights Watch appela la CPI à enquêter sur les crimes de guerre commis par l'UPDF au nord de l'Ouganda.
Le 25 septembre 2005, des représentants des Nations unies et de l'armée nationale congolaise rencontrèrent dans le nord-est du pays un groupe de la LRA, probablement dirigé par Vincent Otti. Le général Paderi de l'armée congolaise dit à la LRA que leur désarmement était préalable à toute discussion. Quatre jours plus tard, Museveni déclara que si les autorités congolaises ne désarmaient pas les combattants de la LRA, l'UPDF traverserait la frontière pour les poursuivre. Ceci créa une querelle diplomatique entre les deux pays, les armées se groupant aux frontières, tandis que l'ambassadeur congolais auprès des Nations unies demanda la mise en œuvre d'un embargo sur l'Ouganda en représailles.

## Pourparlers de Djouba (de 2006 à 2008)

### Préparatifs (juin 2006)
Le 8 juin 2006, une délégation de la LRA arriva à Djouba au Sud-Soudan, afin de préparer des discussions avec le gouvernement ougandais, sous la médiation du gouvernement du Sud-Soudan et de la Communauté de Sant'Egidio. Ces discussions avaient été acceptées après que Kony eut diffusé une vidéo dans laquelle il niait avoir commis des atrocités et semblait appeler à la fin des hostilités, en réponse à une annonce du président Museveni qui avait promis de garantir la sécurité de Kony si un accord de paix était trouvé avant juillet 2005 et promettait une amnistie s'il abandonnait le "terrorisme". Ces déclarations étaient accompagnées de tentatives du gouvernement ougandais pour faire abandonner les accusations de la CPI. La CPI, soutenue par d'autres organismes des droits de l'homme, insista pour que l'arrestation des dirigeants de la LRA, en conformité avec le statut de Rome.
Joseph Kony donna, fin juin 2006, sa première interview à la presse, après 20 ans de rébellion, il nia les accusations d'atrocités et blâma le président Museveni pour son oppression du peuple Acholi. Néanmoins, fin juin 2006, le gouvernement du Sud-Soudan invita formellement l'Ouganda à des pourparlers de paix.
Le contexte plus général de ces pourparlers resta assez confus. Le gouvernement du Sud-Soudan soutenait ces discussions comme un moyen de se débarrasser d'une armée étrangère qui compliquait ses relations déjà délicates avec le gouvernement central de Khartoum. Le demande du gouvernement ougandais à la CPI de suspendre les poursuites contre les dirigeants de la LRA, bien que globalement condamnée par la communauté internationale, était soutenue par la population et les responsables du nord de l'Ouganda et fut analysée comme un moyen de gagner le soutien local.

### Premières négociations et cessez-le-feu (juillet à septembre 2006)
Le 14 juillet 2006, les pourparlers entre les délégations ougandaises et de la LRA commencèrent, avec le vice-président du Sud-Soudan Riek Machar comme médiateur en chef. Le chef de la délégation ougandaise, le ministre de l'Intérieur Ruhakana Rugunda déclara que sa priorité était d'obtenir un cessez-le-feu rapide. La délégation de la LRA, dirigée par Martin Ojul, précisa que sa participation aux pourparlers ne devait pas être interprétée comme une incapacité à poursuivre le combat mais souligna qu'un accord négocié était la meilleure façon de terminer le conflit.
La délégation de la LRA fut initialement critiquée car elle était majoritairement constituée d'exilés Acholi, plutôt que de combattants. Cependant, après plusieurs retards, Vincent Otti arriva le 29 juillet, suivi le lendemain de Salim Saleh Kony, fils de Joseph Kony (et homonyme du frère de Museveni). Joseph Kony lui-même rencontra des responsables religieux et politiques locaux du Nord de l'Ouganda et du Sud-Soudan, le jour suivant.
Le 4 août 2006, Vincent Otti de la LRA, annonça un cessez-le-feu unilatéral et demanda au gouvernement ougandais de rendre la pareille mais le Ministre de l'Intérieur Ruhakan Rugunda déclara attendre de vérifier son application sur le terrain. Malgré la mort au combat de Raska Lukwiya, un officier de la LRA recherché par la CPI, le 12 août 2006, les discussions se poursuivirent. Le président Museveni fixa  au 12 septembre 2006, la limite pour finaliser un accord de paix. Une trêve fut signée le 26 août, qui prévoyait le rassemblement des rebelles dans deux zones, que l'armée ougandaise promit de ne pas attaquer et dont le gouvernement du Sud-Soudan garantit la sécurité. Une fois ces manœuvres effectuées, les discussions se poursuivraient. Bien qu'aucun accord n'ait été trouvé à l'expiration du délai, le gouvernement déclara pouvoir repousser cette limite et le médiateur, Machar, indiqua que plusieurs centaines de rebelles s'étaient rassemblés dans les deux zones prévues dans les provinces d'Equatoria-Est et Equatoria-Ouest.
Pendant ce temps, le gouvernement ougandais avait commencé à encourager le retour progressif des populations civiles sur leurs terres, en créant des camps satellites, permettant de décongestionner les principaux camps de déplacés, voire en encourageant un retour direct dans les régions plus méridionales et moins affectées du Teso et Lango.
Néanmoins les discussions continuaient à être retardées et le 23 septembre 2006, la délégation de la LRA menaça de quitter les négociations, arguant que l'UPDF avait attaqué le site sécurisé d'Owiny Ki-Bul (Equatoria-Est) et demandant un changement de la composition de la délégation ougandaise ainsi qu'une annulation des mandats de la CPI. L'Ouganda réfuta les accusations d'attaque. Chaque délégation rencontra le médiateur Riek Machar le 25 septembre, de manière séparée.

### Atermoiements (d'octobre 2006 à avril 2007)

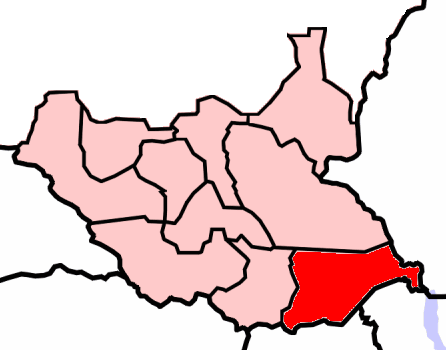
Province d'Equatoria-Est dans laquelle se situe le camp de regroupement d'Owiny Ki-Bul.

Les négociations furent interrompues début octobre alors qu'une équipe de vérification de cessation des hostilités visita Owiny Ki-Bul. L'équipe ne trouva pas de trace de combat, mais que la LRA avait simplement déménagé du site prévu. L'équipe recommanda que la LRA se regroupe à Owiny Ki-Bul, et déclara que la LRA n'avait pas honoré les termes de l'accord et utilisait une propagande hostile, que l'UPDF stationnait non loin du site et que les médiateurs n'avaient pas fourni de garde armée aux rebelles. Le 11 octobre 2006, la LRA proposa que l'Ouganda adopte une structure fédéraliste, déclenchant les critiques du gouvernement.
Le 20 octobre 2006, le président ougandais Museveni se rendit à Djouba afin de rencontrer la LRA face-à-face pour la première fois, afin de relancer des pourparlers chancelants. Le président aborda les rebelles agressivement et les réprimanda, avant de les décrire comme "peu sérieux" dans une réunion ultérieure avec les fonctionnaires du gouvernement sud-soudanais. De plus, le massacre de douzaines de civils, y compris des femmes et des enfants, près de Djouba, deux jours auparavant, avait jeté un froid. Bien que les agresseurs n'aient pas été identifiés, certains suspectaient la LRA d'être responsable du carnage.
Cependant, après un blocage d'une semaine, les deux parties s'accordèrent pour une seconde trêve, qui devrait durer du 1er novembre au 1er décembre, le précédent accord ayant techniquement expiré en septembre. Il fut convenu que l'UPDF se retirerait de Owiny Ki-Bul laissant une zone tampon de 30 km. La LRA avait une semaine pour se regrouper à Owiny Ki-Bul et 4 pour se rassembler à Ri-Kwangba (Equatoria-Ouest). Kony et Otti refusèrent d'entre dans les camps, mentionnant des craintes d'arrestations sur la base des mandats de la CPI. L'accord précisait également qu'aucune nourriture ne serait fournie à la LRA hors des camps, sauf circonstances exceptionnelle.
Espérant faire avancer les négociations, le secrétaire général adjoint des Nations unies chargé des affaires humanitaires, Jan Egeland, rencontra Kony et Otti le 12 novembre 2006.
La LRA annonça qu'elle se retirait des discussions le 30 novembre, prétendant que l'UPDF avait tué 3 de ses combattants alors que le délai courait jusqu'au 1er décembre, ce que l'armée ougandaise nia. À cette époque l'ex-président du Mozambique, Joaquim Chissano, fut nommé envoyé des Nations unies pour ce conflit. La trêve fut prolongée de deux mois le 18 décembre 2006
Le 12 janvier 2007, la LRA indiqua que, comme des commentaires récents de Salva Kiir et d'el-Béchir signifiaient clairement que la LRA n'était plus bienvenue au Soudan, les discussions devraient se poursuivre au Kenya. Cependant, le 14 mars 2007, la LRA annonça vouloir revenir à la table des négociations de Djouba.

### Reprise (mai 2007 à avril 2008)
Après que, suivant les demandes de la LRA, le Kenya, l'Afrique du Sud et le Mozambique eurent accepté de se joindre aux discussions, une nouvelle série de discussions eurent lieu entre les 13 et 14 avril 2007. Le cessez-le-feu fut étendu jusqu'au 30 juin 2007.
Grâce aux efforts du représentant spécial des Nations unies, Joaquim Chissano, les discussions se poursuivirent en mai 2007. Les pourparlers étaient de nouveau arbitrés par le gouvernement du Sud-Soudan mais incluaient un soutien des Nations unies et une aide logistique du Bureau de Coordination des Affaires Humanitaires (Office for the Coordination of Humanitarian Affairs - OCHA).
Le 29 juin 2007, les parties s'accordèrent sur les modalités de gestion des dossiers de la justice et de la réconciliation : les procédures légales et les cérémonies traditionnelles de réconciliation seraient appliquées de concert. Le gouvernement déclara vouloir apaiser les craintes de la CPI concernant l'impunité des responsables de crimes de guerre et ainsi les convaincre que l'arrestation dans le cadre des poursuites engagées par la CPI ne seraient pas nécessaires.
En novembre 2007, une délégation de la LRA se rendit à Kampala pour réaffirmer sa volonté d'une résolution pacifique du conflit. Elle se rendit également au nord du pays pour rencontrer des victimes du conflit et demander pardon. Cependant, des rapports commencèrent à mentionner la mort du commandant Otti en octobre 2007, dans des circonstances troubles d'une lutte intestine avec Kony. Sa mort, qui ne fut confirmée qu'en janvier 2008, était une menace pour la réussite des pourparlers de paix.
Le 20 décembre 2007, le gouvernement ougandais menaça de recourir à la force militaire si les discussions n'étaient pas conclues avant le 31 janvier 2008. Néanmoins, après reprise des discussions, le délai fut reporté au 29 février 2008. L'Union européenne et les États-Unis rejoignirent les négociations à tire d'observateurs.
Le 3 février 2008, une avancée des négociations, concernant la responsabilité et la réconciliation, permit le 19 février de signer un accord prévoyant le jugement des crimes de guerre par une section spéciale de la Cour suprême d'Ouganda, contournant ainsi la CPI et l'un des derniers obstacles à la signature d'un accord de paix.
Les rebelles quittèrent de nouveau la table des négociations le 22 février 2008, après s'être vu refuser l'accès à des postes de hauts fonctionnaires. Néanmoins, ils signèrent peu après un nouvel accord prévoyant que leurs candidatures seraient considérées pour des postes gouvernementaux ou militaires. Il fut également prévu qu'un cessez-le-feu permanent serait effectif une fois un accord de paix signé le 29 février 2008.
Des problèmes supplémentaires apparurent le 28 février 2008 : les rebelles demandèrent un abandon des poursuites de la CPI, alors que le gouvernement ougandais insistait pour leur désarmement préalable. 
Malgré la menace des poursuites de la CPI, les négociations et les clarifications avec celle-ci quant à une résolution ougandaise du problème des crimes de guerre, il fut rapporté que Kony était disposé à quitter la brousse pour signer l'accord de paix final le 28 mars 2008.
Après plusieurs reports de la signature finale au 3 avril, puis au 5 avril, et, de nouveau, au 10 avril. Cette date venue, celui-ci repoussa encore l'échéance en demandant des précisions sur ses potentielles condamnations et sur le déroulement des cérémonies traditionnelles de réconciliation et suspendit enfin les négociations, arguant de tromperies et changeant son équipe de négociations. Le traité de paix ne fut pas signé.

### Échec (avril à juin 2008)
Le gouvernement ougandais annonça alors qu'il retournait à Djouba et Kampala, puisque la LRA avait rompu l'accord, et que le cessez-le-feu ne serait pas prolongé. Quelques initiatives diplomatiques tentèrent de relancer les discussions, sans succès. 
Le 26 mai 2008, le gouvernement ougandais mis sur pied des tribunaux de guerre spéciaux afin de juger la LRA, dans une tentative de convaincre la CPI de retirer ses poursuites.
Depuis avril 2008, la LRA avait commencé à se réarmer et à enlever des recrues, la BBC estimant que, en juin 2008, 1000 nouveaux otages avaient été ajoutés aux 600 anciens combattants de la LRA. En juin 2008, des combats opposèrent la LRA et l'armée sud-soudanaise. La LRA, notamment, attaqua la SPLA le 5 juin 2008 au camp de Nabanga, tuant 7 militaires, 14 civils et un chef local dans un village proche, avant d'incendier le camp. Cependant, le négociateur de la LRA, Matsanga, déclara avoir contacté Chissano le 6 juin pour relancer les discussions et celui-ci arriva à Kampala le lendemain pour discuter avec le président Museveni
Le 8 juin, le gouvernement du Sud-Soudan annonça qu'ils ne serviraient plus de médiateurs, en raison des attaques récentes et du manque d'intérêt du gouvernement ougandais. Les gouvernements des pays concernés par les activités de la LRA s'étaient rencontrés plus tôt et tous avaient suggéré le recours à la force.

## Intervention des États-Unis et l’Union africaine
En mai 2010, le Congrès des États-Unis votent la Lord's Resistance Army Disarmament and Northern Uganda Recovery Act of 2009 relatif au désarmement de la LRA
Le 14 octobre 2011, le président des États-Unis Barack Obama annonce l'envoi d'une centaine de conseillers militaires en Ouganda, République démocratique du Congo, Centrafrique et Soudan du Sud afin d'aider les forces de la région qui luttent contre la LRA.
L'objectif de cette intervention est la capture du chef de la LRA, Joseph Kony.
L'Union africaine a décidé, le 24 mars 2012, de déployer contre la LRA une force multinationale de 5 000 hommes. Composée de soldats ougandais, sud-soudanais, congolais et centrafricains. Elle est basée à Yambio, une localité du Soudan du Sud proche de la frontière avec la République démocratique du Congo.
En 2012, selon l'ONU, la LRA mène 212 attaques, au cours desquelles 220 personnes sont enlevées et 45 tuées.

## Ouvrage
: document utilisé comme source pour la rédaction de cet article.
- (en) Behind the Violence : Causes, Consequences and the Search for Solutions to the War in Northern Uganda, Ouganda, février 2004 (lire en ligne [PDF]).